# POLPAN
POLPAN, Polskie Badanie Panelowe, dawniej: Polski Survey Panelowy – polski program badań panelowych (podłużnych) poświęcony szeroko rozumianej tematyce zatrudnienia i nierówności na rynku pracy, realizowanym w Instytucie Filozofii i Socjologii PAN od 1988 r. w 5-letnich interwałach, i rejestrującym indywidualne biografie jednostek pobranych z próby reprezentatywnej, z dołączanymi nowymi kohortami.
Dane oraz dokumentację badań POLPAN z fal 1988, 1993, 1998, 2003 i 2008 można podbrać z Archiwum Danych Społecznych (ADS). Dane i dokumentacja z pierwszych czterech fal badania POLPAN są również dostępne w archiwum niemieckiego instytutu GESIS. 

## Metodologia
Badanie w 1988 roku objęło reprezentatywną próbę osób dorosłych (w wieku 21-65 lat), N = 5 817 osób. Próbę tę w sposób losowy zredukowano w 1993 roku do N = 2 500 osób i w następnych falach starano się dotrzeć do tych samych respondentów – od 1998 roku dołączając również nowe kohorty. W 2008 roku próba wynosiła N = 1 825 osób, z czego 1 244 przypadków to część ściśle panelowa, a resztę, 581 przypadków, stanowi osobna podpróba ludzi młodych.
W roku 2013, oprócz dolosowania najmłodszych kohort w wieku 21-25 lat, podjęto również próbę dotarcia do osób, które kiedykolwiek brały udział w POLPAN-ie, lecz w którymś momencie i z różnych powodów z próby "wypadły". W sumie liczebność próby w fali 2013 wynosi 2780 osób.
Badanie realizowane jest metodą wywiadów kwestionariuszowych przez Ośrodek Realizacji Badań Socjologicznych w IFiS PAN.

## Zakres badań
Zakres tematyczny POLPAN obejmuje następujące tematy:
- Zatrudnienie, jego formy, i historia zawodowa;
- Opinie i postawy społeczne, gospodarcze i polityczna (m.in. czynniki sukcesu, źródła konfliktów, opinie o zarobkach i sprawiedliwych zarobkach, opinie o społeczeństwie, prywatyzacji i rynku, ocena statusu);
- Rodzina i gospodarstwo domowe;
- Przyjaciele i znajomi;
- Religia;
- Korzystanie z komputera i internetu;
- Zdrowie i inteligencja (Test Ravena);
- oraz dane metryczkowe.

### Książki
- The Subjective Experience of Joblessness in Poland. Tomescu-Dubrow, Irina, Joshua Kjerulf Dubrow, Anna Kiersztyn, Katarzyna Andrejuk, Marta Kolczynska, and Kazimierz M. Slomczynski. Cham, Switzerland: Springer Nature Switzerland AG, 2019. DOI: 10.1007/978-3-030-13647-5
- Dynamics of Class and Stratification in Poland. Tomescu-Dubrow, Irina, Kazimierz M. Słomczyński, Henryk Domański, Joshua Kjerulf Dubrow, Zbigniew Sawiński, Dariusz Przybysz. Budapest, Hungary: Central European University Press, 2018.
- Rozwarstwienie społeczne: zasoby, szanse i bariery. Polskie Badanie Panelowe POLPAN 1998–2013. Kiersztyn, Anna, Danuta Życzyńska-Ciołek, Kazimierz M. Słomczyński (red.). Warszawa: Wydawnictwo IFiS PAN, 2017.
- Strukturalizacja społeczeństwa polskiego: Ewolucja paradygmatu. Wesołowski, Włodzimierz, Krystyna Janicka, Kazimierz M. Słomczyński (red.). Warszawa: Wydawnictwo IFiS PAN, 2017.
- Dynamics of Social Structure: Poland’s Transformative Years, 1988–2013. Słomczyński, Kazimierz M. i Irina Tomescu-Dubrow, oraz Danuta Życzyńska-Ciołek i Ilona Wysmułek (red.). Warszawa: IFiS Publishers, 2016. Brak numerów stron w książce
- Social Inequality and the Life Course: Poland’s Transformative Years, 1988–2013. Słomczyński, Kazimierz M. i Ilona Wysmułek (red.). Warszawa: IFiS Publishers, 2016. Brak numerów stron w książce
- Mach, Bogdan W.: Social Structure and Social Inequality in Poland after 1989. W: Landmark 1989: Central and Eastern European Societies Twenty Years After the System Change. H. Best, A. Wenninger (red.). Münster: LIT Verlag, 2010, s. 114-138.
- Continuity and Change in Social Life: Structural and Psychological Adjustment in Poland. Słomczyński, Kazimierz M. i Sandra L. Marquart-Pyatt (red.). Warszawa: IFiS Publishers, 2007. Brak numerów stron w książce
- Social Structure: Changes and Linkages – The Advanced Phase of the Post-Communist Transition in Poland. Słomczyński, Kazimierz M. (red.). Warszawa: IFiS Publishers, 2002. Brak numerów stron w książce
- Social Patterns of Being Political – The Initial Phase of the Post-Communist Transition in Poland. Słomczyński, Kazimierz M. (red.). Warszawa: IFiS Publishers, 2000. Brak numerów stron w książce
- Orientacje egalitarne w społeczeństwie polskim w latach 1988-1993. Zaborowski, Wojciech. Warszawa: Instytut Filozofii i Socjologii PAN, 1995.
- Struktura społeczna: schemat teoretyczny i warsztat badawczy. Słomczyński, Kazimierz M., Ireneusz Białecki, Henryk Domański, Krystyna Janicka, Bogdan Mach, Zbigniew Sawiński, Joanna Sikorska, Wojciech Zaborowski. 1989. Warszawa: IFiS PAN, 1989.

### Artykuły naukowe
- Analyzing Social Change: The Polish Panel Survey, POLPAN 1988-2013. „International Journal of Sociology”. 46 (4), 2016. Slomczynski, Kazimierz M. and Irina Tomescu-Dubrow – guest editors. (ang.).brak numeru strony
- Piotr Filipkowski, Danuta Życzyńska-Ciołek. Od kwestionariuszowego badania próby losowej do pogłębionej analizy życiowych przypadków – i z powrotem. Dwa wywiady biograficzne i kilka refleksji teoretycznych. „Studia Sojologiczne”, s. 229-254, 2016. (pol.).
- Robert M. Kunovich, Sheri L. Kunovich. The Gender Gap in Political Knowledge in Poland. „Polish Sociological Review”, s. 33-49, 2016. (ang.).
- Marta Kołczyńska, Joseph J. Merry. Preferred Levels of Income Inequality in a Period of Systemic Change: Analysis of Data from the Polish Panel Survey, POLPAN 1988-2003. „Polish Sociological Review”, s. 171-189, 2016. (ang.).
- Kazimierz M. Słomczyński, Irina Tomescu-Dubrow, Joshua K. Dubrow. Changes in Social Structure, Class, and Stratification: The Polish Panel Survey (POLPAN). „ASK: Research & Methods”. 24 (1), s. 19-37, 2015. (ang.).
- Anna Kiersztyn. Solidarity Lost? Low Pay Persistence During the Post-Communist Transition in Poland. „Polish Sociological Review”, s. 493-509, 2015. (ang.).
- Anna Baczko-Dombi, Ilona Wysmułek. Determinants of Success in Public Opinion in Poland: Factors, Directions and Dynamics of Change. „Polish Sociological Review”, s. 277-293, 2015. (ang.).
- Irina Tomescu-Dubrow. International Experience and Labour Market Success: Analysing Panel Data from Poland. „Polish Sociological Review”, s. 259-276, 2015. (ang.).
- Maciej D. Kryszczuk, Brian E. Green. Digital Divide in Poland: An Exploration of Some Sociological Impacts of Personal Computer Possession, Internet Use and PC Proficiency. „Management and Business Administration. Central Europe”. 23 (3), s. 2-18, 2015. (ang.).
- Krystyna Janicka, Kazimierz M. Słomczyński. Struktura społeczna w Polsce: klasowy wymiar nierówności. „Polish Sociological Review”. 63 (2), s. 55-72, 2014. (pol.).
- Robert M. Kunovich. Political Knowledge in Poland. „Communist and Post-Communist Studies”. 46 (1), s. 65-78, 2013. (ang.).
- Maurizzio Rossi, Ettore Scappini. Possiamo ancora dirci cristiani? La volatilità della partecipazione individuale alla messa. „Polis”. 27 (3), s. 363-394, 2013. (wł.).
- Anna Kiersztyn. Stuck in a mismatch? The Persistence of Overeducation During Twenty Years of the Post-Communist Transition in Poland. „Economics of Education Review”. 32 (1), s. 78-91, 2013. (wł.).
- Sociodemographic Differentiation in a Dynamic Perspective: The Polish Panel Survey, POLPAN 1988–2008. „International Journal of Sociology”. 42 (4), 2013. Slomczynski, Kazimierz M. and Irina Tomescu-Dubrow – guest editors. (ang.).brak numeru strony
- Structural Constraints, Gender, and Images of Inequality: The Polish Panel Survey, POLPAN 1988-2008. „International Journal of Sociology”. 42 (1), 2012. Slomczynski, Kazimierz M. and Irina Tomescu-Dubrow – guest editors. (ang.).brak numeru strony
- Ireneusz Sadowski. Poza wiedzą i majątkiem: nierówności w kapitale społecznym w okresie transformacji systemowej. „Studia Socjologiczne”. 205 (2), s. 101-127, 2012. (pol.).
- Zbigniew Sawiński, Henryk Domański. Sprawiedliwe nierówności zarobków. „Studia Socjologiczne”. 206 (3), s. 7-27, 2012. (pol.).
- Clayton D. Peoples. Consistency in the Midst of Change: Class and Value Stability in Poland, 1988-2003. „Comparative Sociology”. 10 (1), s. 126-144, 2011. DOI: 10.1163/156913310X493050. ISSN 0020-7659. (ang.).
- Goldie Shabad, Kazimierz M. Słomczyński. Voters’ perceptions of government performance and attributions of responsibility: Electoral control in Poland. „Electoral Studies”. 30 (2), s. 309-320, 2011. (ang.).
- Joshua K. Dubrow. Choosing Among Discrete Choice Models for Voting Behavior. „Ask. Społeczeństwo, Badania, Metody”. 16, s. 9-23, 2007. ISSN 1234-9224. (ang.).
- Anna Kiersztyn. Underemployment: nowe zjawisko czy nowy termin?. „Polityka Społeczna”. 403 (10), s. 17-26, 2007. (pol.).